# M. Night Shyamalan
Manoj Nelliyattu Shyamalan, més conegut com M. Night Shyamalan (Pondicherry, Índia, 1970), és un director de cinema, guionista i productor indi, naturalitzat estatunidenc. De ben petit es va mudar juntament amb la seva família a Filadèlfia, als Estats Units, on ha desenvolupat la seva carrera cinematogràfica.
L'any 1992 rodà el seu primer llargmetratge, titulat Praying with anger, que el va convertir en una promesa del cinema. L'any 1999 va rodar la pel·lícula que el faria mundialment famós, The sixth sense, que protagonitzà Bruce Willis. A continuació el thriller de superherois Unbreakable (2000), el thriller de ciència-ficció Signs (2002) i el thriller d'època The Village (2004). Per The Sixth Sense, Shyamalan va rebre nominacions per a l'Acadèmia al Millor Director i al Millor Guió Original. Després del 2004, Shyamalan va estrenar una sèrie de pel·lícules amb mala crítica però de vegades amb èxit econòmic, com ara la fantasia fosca Lady in the Water (2006), el thriller ecològic The Happening (2008), The Last Airbender (2010) (una adaptació del primer temporada de la sèrie de televisió animada de Nickelodeon Avatar: l'últim mestre de l'aire) i la pel·lícula de ciència-ficció After Earth (2013).
Sol fer petites aparicions en les seves pel·lícules com a actor, tal com ho feia Alfred Hitchcock.

## Filmografia

### Com a director, guionista i productor
- Praying With Anger (1992)
- Els primers amics (1998), excepte producció.
- El sisè sentit (1999), excepte producció.
- Unbreakable (2000)
- Signs (2002)
- The Village (2004), també productor executiu de la banda sonora.
- La jove del aigua (2006)
- The Happening (2008)
- The Last Airbender (2010)
- After Earth (2013), coescrita amb Gary Whitta i Will Smith.
- The Visit (2015)
- Split (2016)
- Glass (2019)
- Old (2021)
- Knock at the Cabin (2023), coescrita amb Steve Desmond i Michael Sherman.

### Únicament com a guionista
- Algú com tu (1999); sense acreditar.[5]
- Stuart Little (1999)
- Devil (2010); guionista només de la història.

### Únicament com a productor
- The Watchers (2024), dirigida per la seva filla Ishana Shyamalan.
- Caddo Lake (2024)

### Sèries
- Wayward Pines (2015-2016), director del primer episodi; i productor executiu de la sèrie.
- Servant (2019-2023), productor executiu i director de 5 dels 40 episodis. La seva filla Ishana n'és de 6 i guionista de 10.